# Urbina (Esmeraldas)
Urbina ist eine Ortschaft und eine Parroquia rural („ländliches Kirchspiel“) im Kanton San Lorenzo der ecuadorianischen Provinz Esmeraldas. Die Parroquia besitzt eine Fläche von 147,5 km². Beim Zensus im Jahr 2010 betrug die Einwohnerzahl 761.

## Lage
Die Parroquia Urbina liegt im Küstentiefland im Nordwesten von Ecuador. Das Gebiet liegt in Höhen zwischen 45 m und 210 m. Der Río Cachaví, ein linker Nebenfluss des Río Bogota, durchquert das Verwaltungsgebiet in nordwestlicher Richtung. Der Hauptort Urbina befindet sich 28 km südsüdöstlich vom Kantonshauptort San Lorenzo am linken Flussufer des Río Cachaví.
Die Parroquia Urbina grenzt im Norden an die Parroquia San Javier de Cachaví, im Nordosten an die Parroquia Santa Rita, im Südosten an die Parroquia Alto Tambo, im Südwesten an die Parroquia 5 de Junio sowie im Nordwesten an die Parroquia Concepción.